# Anagrus ustulatus
Anagrus ustulatus är en stekelart som beskrevs av Alexander Henry Haliday 1833. Anagrus ustulatus ingår i släktet Anagrus och familjen dvärgsteklar. Inga underarter finns listade i Catalogue of Life.